# Copocrossa harpina
Copocrossa harpina är en spindelart som beskrevs av Simon 1903. Copocrossa harpina ingår i släktet Copocrossa och familjen hoppspindlar. Inga underarter finns listade i Catalogue of Life.